# Грог
Грог (англ. grog) — горячий алкогольный напиток. В наиболее общем варианте представляет собой ром, сильно разбавленный водой с сахаром. Иногда используется горячий чай.
Название напитка происходит от прозвища британского вице-адмирала Эдварда Вернона (Edward Vernon; 1684—1757) — «Олд Грог» (Old Grog). В те времена в ежедневный рацион моряков Британского Королевского флота входила порция рома (rum ration) объемом в полпинты (около 180 миллилитров), что периодически вызывало дисциплинарные проблемы и пьянство матросов. Чтобы уменьшить влияние алкоголя на моряков, адмирал Вернон приказал раздавать ром только разбавленным холодной или горячей водой (в зависимости от ситуации) и лимонным соком. Поначалу это нововведение не пришлось матросам по вкусу, так как количество напитка оставили прежним — полпинты,— а самого рома в нём содержалось уже вдвое меньше. Напиток стали называть «ром на трёх водах», или «грог» — по кличке Старый Грог, которую дали Вернону за его привычку прогуливаться по палубе в непогоду в старой непромокаемой накидке из фая (англ. grogram cloak). Грог входил в рацион моряков как профилактическое средство от цинги и прочих недугов до упразднения ежедневной порции рома 31 июля 1970 года — день, вошедший в историю британского флота, как Black Tot Day.
Среди моряков Северной Европы грог иногда имел название «норвежский суп». Название связано с практикой употребления грога рыбаками Норвегии и соседних стран в качестве профилактики простудных заболеваний.
В современных версиях напитка в воду добавляются разнообразные пряности (корица, гвоздика, имбирь и т. п.), в ряде случаев также лимон или лайм. Смесь доводится до кипения, затем снимается с огня, после чего в неё вливается ром (в качестве алкогольной базы возможен также коньяк или виски). По желанию добавляется сахар.
После 1740 года, когда ром заменили на грог, идиомой groggy (грогги) стали называть состояние «тумана в голове».